# The Lost Honour of Christopher Jefferies
The Lost Honor of Christopher Jefferies (bra: A Honra Perdida de Christopher Jefferies) é uma minissérie britânica de 2014, dirigido por Roger Michell, escrito por Peter Morgan, e estrelado por Jason Watkins no papel principal. Conta a história da vida real do professor aposentado Christopher Jefferies, que foi interrogado pela polícia como suspeito do assassinato de Joanna Yeates. Ele foi difamado pela imprensa, em parte por causa de sua aparência excêntrica, mesmo depois de ter sido libertado sob fiança pela polícia.
O título é uma referência ao livro A Honra Perdida de Katharina Blum de Heinrich Böll, um relato fictício de difamação da mídia.

## Elenco
- Jason Watkins como Christopher Jefferies
- Shaun Parkes como Paul Okebu
- Ben Caplan como Charles Chapman
- Nathalie Armin como Melissa Chapman
- Joe Sims como Vincent Tabak
- Jennifer Higham como Tanja
- Matthew Barker como Greg Reardon
- Carla Turner como Joanna Yeates
- Peter Polycarpou como Louis Charalambous
- Anna Maxwell Martin como Janine
- Colin Mace como Peter Stanley
- Steve Coogan como ele mesmo (sem créditos)

## Produção
O roteiro foi escrito por Peter Morgan. O Bristol Post informou que Jefferies leu e aprovou o roteiro e apoiou o projeto. O filme foi produzido pela Carnival Films and Television e exibido em 10 e 11 de dezembro de 2014 na ITV.

## Recepção crítica
Em maio de 2015, ganhou dois prêmios no British Academy Television Awards - melhor minissérie e melhor ator pela interpretação de Jefferies por Watkins.
Em 2016, ganhou dois prêmios no RTS Awards: Melhor Edição e Ficção Sonora.